# Пинтос Перейра, Франсиско Рикардо
Франсиско Рикардо Пинтос Перейра (исп. Francisco Ricardo Pintos Pereyra; 3 апреля 1880 — 1968) — уругвайский деятель рабочего и коммунистического движения, историк-марксист, политический публицист.
По специальности был деревообделочником, с молодых лет принимал участие в рабочем движении, в 1914 году вступил в Социалистическую партию Уругвая. Редактировал социалистическую газету El Socialista, впоследствии основал газету для рабочих Justicia, также писал статьи для El Popular и был редактором в Vanguardia. В 1920 году был в числе основателей Коммунистической партии Уругвая, в 1922 году был делегатом на IV конгрессе Коминтерна. В 1958 году баллотировался на президентских выборах в Уругвае. В 1962—1968 годах был кандидатом в члены ЦК КПУ. На протяжении своей жизни дважды избирался в парламент (в том числе в 1924 году).
Пинтос является автором ряда работ по истории Уругвая, написанных с марксистских позиций. Главные работы:
- Historia del Uruguay 1851—1938. — Montevideo, 1946;
- Bloques para la agresion. — там же, 1958;
- De la dominación española a la guerra grande. — там же, 1944;
- Uruguay: de la liberacion al afianzamiento de la burguesía. — там же, 1966.

Сочинения в русском переводе:
- Батлье и процесс историчического развития Уругвая. — М., 1962;
- Профсоюзное движение в Уругвае. — М., 1964;
- Хосе Артигас. — М., 1964.